# گمینا میلیچتسه
گمینا میلیچتسه (به لهستانی:  Gmina Milejczyce) یک گمینا در لهستان است که در شهرستان شمیاتچه واقع شده‌است. گمینا میلیچتسه ۱۵۱٫۷۹ کیلومتر مربع مساحت و ۲٬۲۰۹ نفر جمعیت دارد.